# Ibens (album)
 For alternative betydninger, se Ibens (flertydig). (Se også artikler, som begynder med Ibens)
Ibens er debutalbummet fra den danske popgruppe Ibens udgivet den 10. februar 1997. Albummet blev en stor succes i Danmark og er fortsat Ibens' mest succesfulde album med mere end 40.000 solgte eksemplarer primært på grund af hitsinglen "Jeg savner min blå cykel", der nåede #4 på Tjeklisten og tilbragte i alt 7 uger på listen.. Albummet havde dog stadigvæk en række andre hits, heriblandt singlerne "Ølstykke i november", "Solveig", "Dødssyg søndag" og "Dengang jeg var 18 år". Musikmagasinet GAFFA gav albummet 5/6 stjerner.
Debutalbummet er indspillet af Carsten Lykke, Henrik Marstal og Kristian Obling Høeg. Fire af sangene var tidligere udgivet på ep'en Ibens i sommeren 1996 og blev genindspillet til albummet.

## Spor
1. "Mon du stadig?"
2. "Ølstykke i november"
3. "Farvel, fru professor"
4. "Solveig"
5. "Dødssyg søndag"
6. "Uden vi skal ses igen"
7. "Jeg savner min blå cykel"
8. "Tror du det er let?"
9. "Rigtige fjender"
10. "Dengang jeg var 18 år"
11. "Rødstrømpeveninde"
12. "Ingen grund"

## Hitliste
| Hitliste (1997)        | Højeste placering |
| ---------------------- | ----------------- |
| Danmark (Album Top-40) | 17                |